# ニジドキ!
『ニジドキ!』は、青森朝日放送で毎週金曜 13:55 - 14:55（日本標準時）に生放送されていた情報番組。2010年4月2日放送開始、2013年3月29日終了。

## 内容
青森県内のお得な情報などを届ける。

### 主なコーナー
- ニジドキ的ほっこり旅 - 主に中井友紀が青森県内を回り、その地域をレポートするコーナー。
- お気にメシ - 番組出演者が自分のお気に入りの飲食店を紹介するコーナー。
- ドキドキ！生プレゼント - プレゼント協力は、2012年4月をもってRopp!ng（テレビ朝日の関連会社ロッピングライフが運営するテレビショッピングサイト）に変更。それ以前には楽天市場が協力していた。
- 中井友紀の聞いてないよ!? - 中井友紀が何も聞かされずにロケ現場に行って、そこでいろいろなものに挑戦するコーナー。
- 特集コーナー
- 中継コーナー
- お天気情報
- 身近な法律問題解説 - アディーレ法律事務所青森支店の今村幸正弁護士が、身近で起こる法律問題について解説をするコーナー。月に1回のペースで実施。

## テーマ曲
- オープニング - うきぐも『昼下がりの部屋』
- エンディング - BONNIE PINK『パーフェクト』（Fairground Attraction のカバー）

## 出演者
2012年4月6日放送分からのメンバーを記載。●印が付されたアナウンサーは、本番組の終了後にスタートした『夢はここから生放送 ハッピィ』にも出演。

### MC
- 大川原儀明（ABA報道制作部長・元アナウンサー、2011年4月 - ）
- 落合由佳（ABAアナウンサー、2012年4月から担当） - 2010年10月から2011年3月までは隔週でMCを担当していた。●

### アシスタント・中継リポーター
隔週でスタジオのアシスタントと中継リポーターを交互に担当する。
- 増田由美子（番組開始 - 2011年3月、2012年4月 - ） - 2011年4月から2012年3月まではMCを担当していた。
- 中井友紀（ABAアナウンサー、2012年4月 - ）●

### コーナー出演者
- 小野正人
- 田中愛

## 番組途中までの出演者

### MC
- 藤田亜希子（フリーアナウンサー・元ABAアナウンサー、2010年4月 - 2011年3月）
- 木邨将太（ABAアナウンサー、2010年4月 - 2011年3月）●
- 石塚絵里子（ABAアナウンサー、2011年4月 - 2012年3月）

以下のメンバーは、隔週交代で担当（すべてABAアナウンサー、2010年10月 - 2011年3月）。
- 藤岡勇貴
- 鈴木理香子
- 坂本佳子 - 2011年4月から2012年3月まで中継も担当したが、『スーパーJチャンネルABA』のキャスター担当に伴い降板。